# Viçosa, Rio Grande do Norte
Viçosa este un oraș și o municipalitate din statul Rio Grande do Norte, Brazilia.